# Zornheim
Zornheim – miejscowość i gmina w Niemczech, w kraju związkowym Nadrenia-Palatynat, w powiecie Mainz-Bingen, wchodzi w skład gminy związkowej Nieder-Olm.

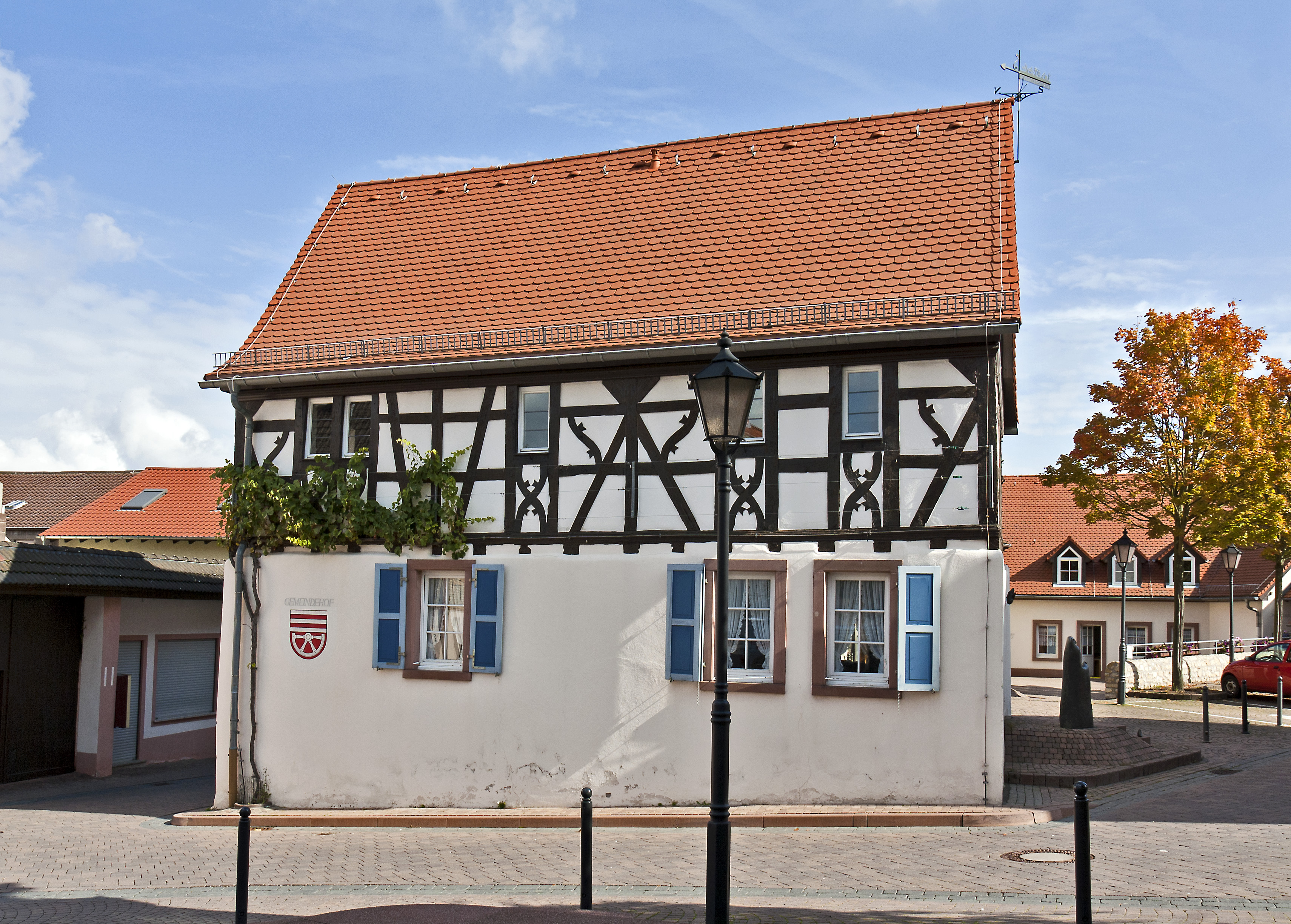
Ratusz

## Współpraca
Miejscowości partnerskie:
- Großrudestedt, Turyngia
- Mareuil-le-Port, Francja